# Hanne Juul-stipendiet
Hanne Juul-stipendiet är en utmärkelse som utdelas årligen i 10 år med start år 2019 till visartister. Stipendiet är uppkallat efter vissångerskan Hanne Juul, delas ut av Nordiska folkhögskolan och uppgår till 5 000 kronor.

## Mottagare
- 2019 – Jenny Almsenius[2]
- 2020 – Jonathan Hilli[3]
- 2021 – Elin Callmer[4]
- 2022 – Ola Sandström[5]
- 2023 - Delades inte ut.
- 2024 -  Elona Planman[6][7]
- 2025 - Karl Gunnar Malm